# Lou Doillon
Lou Doillon (Neuilly-sur-Seine, Francia; 4 de septiembre de 1982) es una actriz, modelo y cantautora franco-británica.

## Biografía
Lou creció en una familia de artistas famosos. Es hija de la cantante y actriz inglesa Jane Birkin y el director de cine francés Jacques Doillon. Por parte de madre, es la nieta de la actriz Judy Campbell, y la hermana menor de la actriz Charlotte Gainsbourg y la fotógrafa Kate Barry (1967-2013, hija del compositor John Barry). Por parte de padre, es hermana de la directora, fotógrafa y actriz Lola Doillon.
En 2007 posó para Givenchy en el Calendario Pirelli junto a Penélope Cruz, Sophia Loren, entre otras, y desfiló para Missoni, Tom Ford y Dior.
Debutó como actriz a los 5 años en la película de Agnès Varda Kung-Fu master, al lado de su madre y de su hermana Charlotte. Luego regresaría al cine en 1998 en un film dirigido por su padre llamado Trop peu d'amour, y al año siguiente en Mauvaises fréquentations bajo la dirección de Jean-Pierre Améris. Su aparición en la comedia de Michel Blanc Embrassez qui vous voudrez, confirmaría su éxito. En 2002, participa en Blanche película dirigida por Bernie Bonvoisin exintegrante de la banda de rock francesa Trust.
En 2011, protagoniza la película Gigola, de Laure Charpentier, y en 2012 tiene un papel destacado en la película Un enfant de toi, de su padre, Jacques Doillon.
En 2012, con el apoyo de Etienne Daho, sacó su primer álbum, Places, del que compuso letras y música. Recompensada por un gran éxito de crítica y público, fue nombrada «mejor intérprete femenina del año» en las Victoires de la musique 2012.
Lleva en paralelo una carrera de dibujante. En 2017, publicó Drawings, una recopilación de un centenar de dibujos de tinta sobre papel. Dibuja también para la firma Gucci, con la que colabora como parte de la #GucciCommunity, un colectivo de artistas cercanos a la casa italiana. En 2020, durante el confinamiento impuesto debido a la pandemia por Covid-19, para sus seguidores en Instagram leyó poesía, cantó y publicó una serie de dibujos de manos dentro de un proyecto que tituló Hand by Hand (Mano a mano).

## Filmografía
- Kung-Fu master, Agnès Varda, (1987)
- Trop (peu) d'amour, Jacques Doillon, (1998)
- Mauvaises fréquentations (Malas compañías), Jean-Pierre Améris, (1999)
- Scénario sur la drogue, colectivo, (2000)
- Mamirolle, Brigitte Coscas, (2000)
- Embrassez qui vous voudrez, Michel Blanc, (2002)
- Blanche, Bernie Bonvoisin, (2002)
- Saint Ange (El internado), Pascal Laugier, (2004)
- La vida perra de Juanita Narboni, Farida Ben Lyziad, (2005)
- Go Go Tales, Abel Ferrara, (2006)
- Sisters, Douglas Buck, (2006)
- Bazar, Patricia Plattner, (2009)
- Gigola, Laure Charpentier, (2011)
- Polisse, Maïwenn, (2011)
- Un enfant de toi, Jacques Doillon, (2012)

## Discografía
- Soliloquy (2019)
- Lay Low  (2015)
- Places (2012)